# San Leonardo
För andra betydelser, se San Leonardo (olika betydelser).
San Leonardo (Bayan ng San Leonardo) är en kommun i Filippinerna. Kommunen ligger på ön Luzon, och tillhör provinsen Nueva Ecija. Folkmängden uppgår till 50 478 invånare.
San Leonardo är indelat i 15 barangayer.

## Bildgalleri

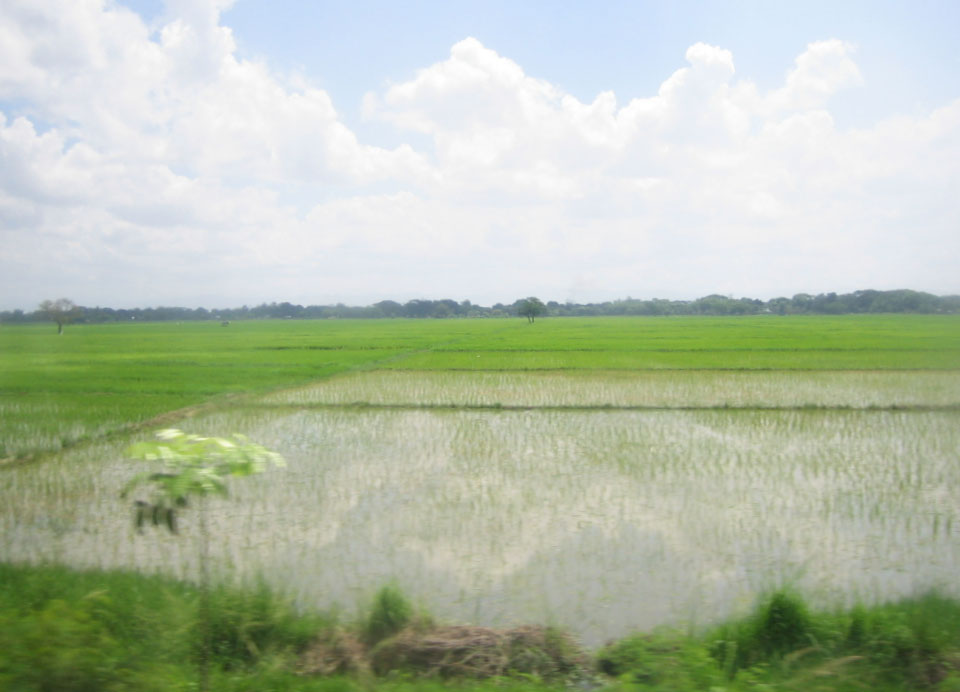